# Scheveningse Havens
De Scheveningse Havens (soms in enkelvoud Scheveningse Haven of Scheveningen Haven) is de benaming voor de drie bij elkaar gelegen havens met een open zeeverbinding aan de kust van de Noordzee, die sinds het eind van de 19e eeuw aanvankelijk ten behoeve van de visserij werden uitgegraven in het duingebied bij het toenmalige dorp Scheveningen, thans een stadsdeel van Den Haag. Tegenwoordig zijn deze havens tevens in gebruik voor diverse andere vormen van scheepvaart, waaronder ook recreatie (jachthaven) en als aanlegplaats voor marine- en passagiersschepen (cruises). 

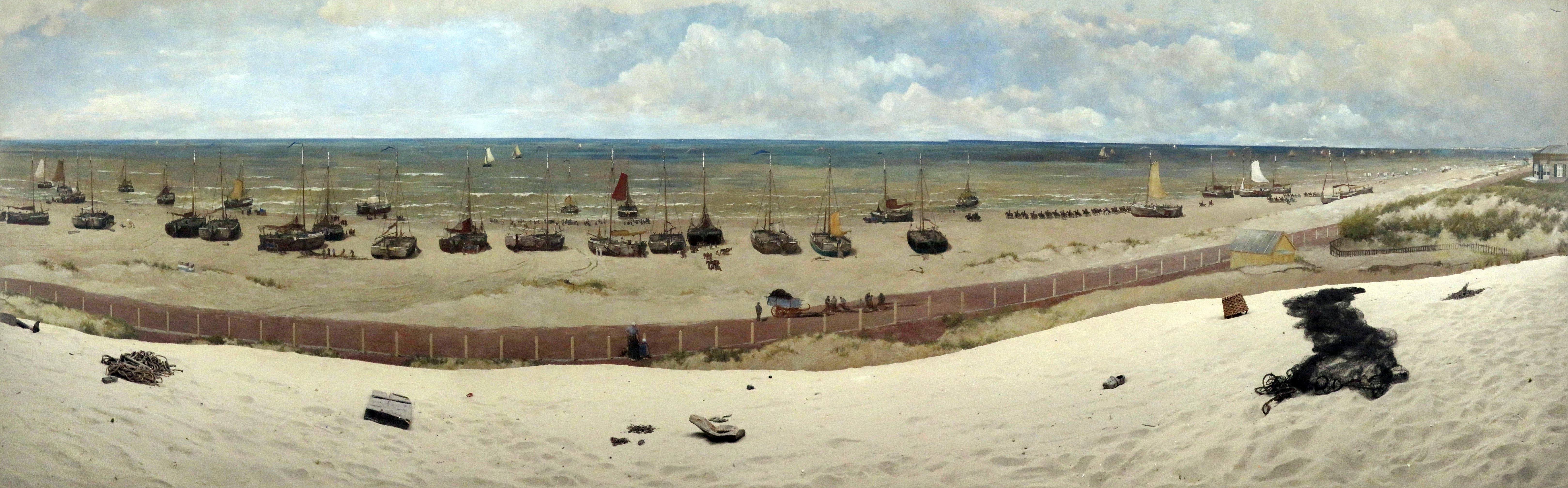
Panorama Mesdag, 1881

## Beschrijving

### Eerste Haven

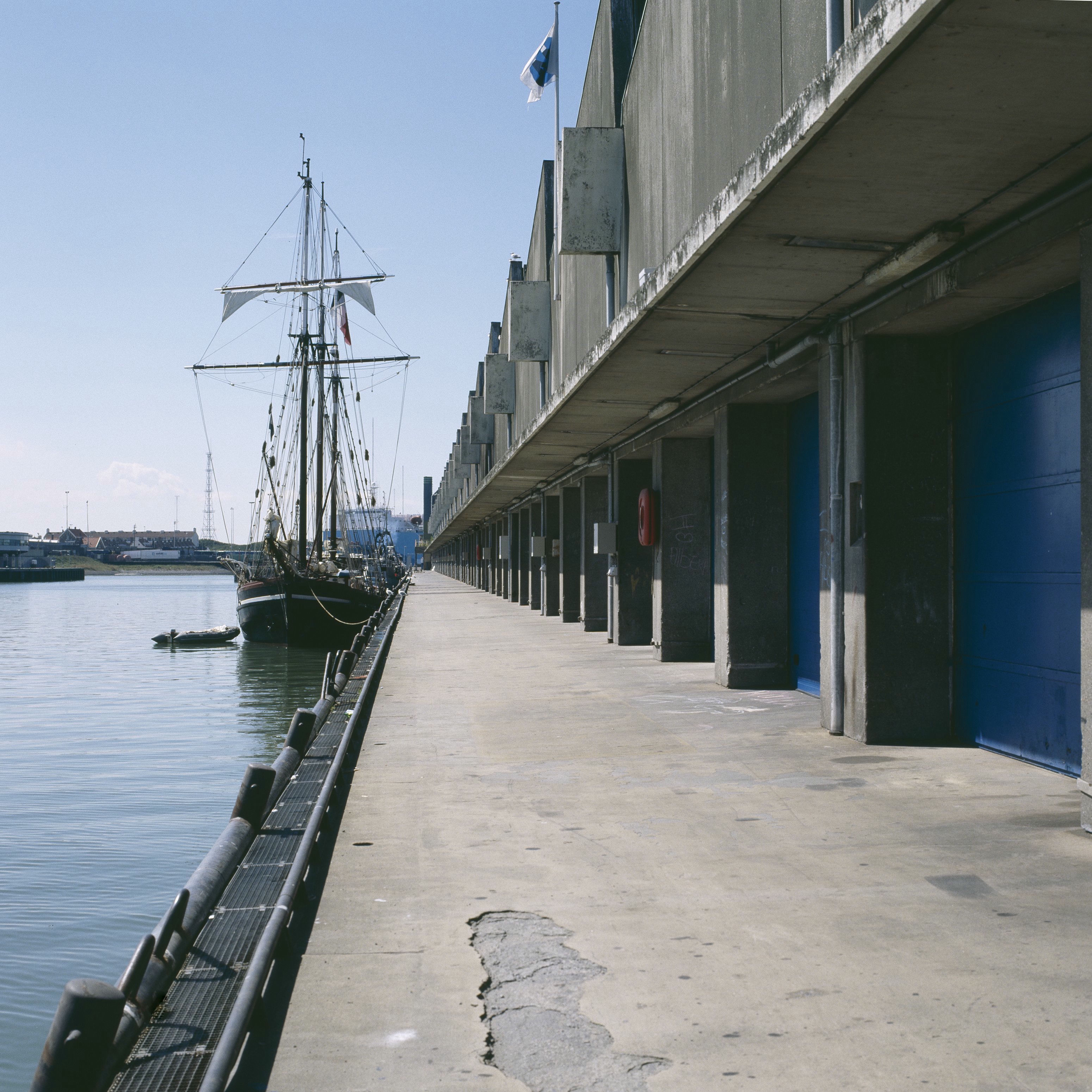
Visafslag aan de eerste haven in 2007

De oorspronkelijke Eerste Haven, die vooral gebruikt wordt door de kustvisserij, betreft een rechthoekig bekken met een lengte van 400 meter en een breedte van 140 meter. Aan de kopse kant en aan de lange zijde van het Schiereiland bevinden zich aan de Visserhavenweg en de Dr. Lelykade kademuren; aan de andere lange zijde bevindt zich het gebouw van de Scheveningse Visafslag. De toegang vanuit de Voorhaven heeft een breedte van 35 meter. De diepte is hier 8 meter. 
De Eerste Haven wordt vooral gebruikt voor het lossen van verse op de Noordzee gevangen vis aan de Visafslag en ook voor het lossen en voor verder transport (export) laden van ingevroren vis. De Eerste Haven verleent via de 'Pijp' doorgang naar de later aangelegde Tweede Haven. De in 1949 geopende Visafslag is qua omvang de derde afslag van Nederland (na Urk en IJmuiden). Aanvankelijk fungeerde deze afslag als gemeentelijk bedrijf, tot het in 1999 verzelfstandigde.

### Tweede Haven

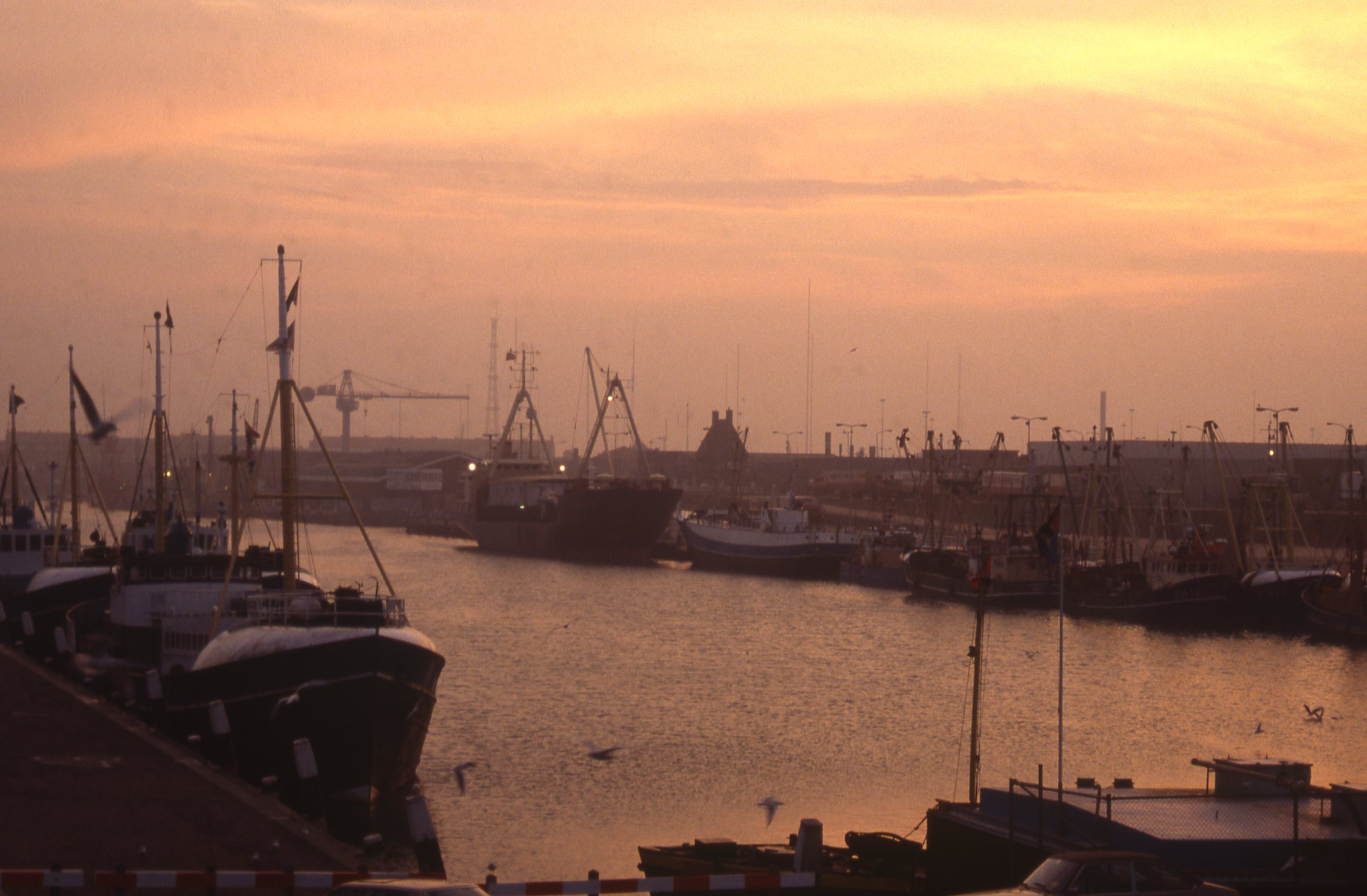
Tweede Haven in 1990

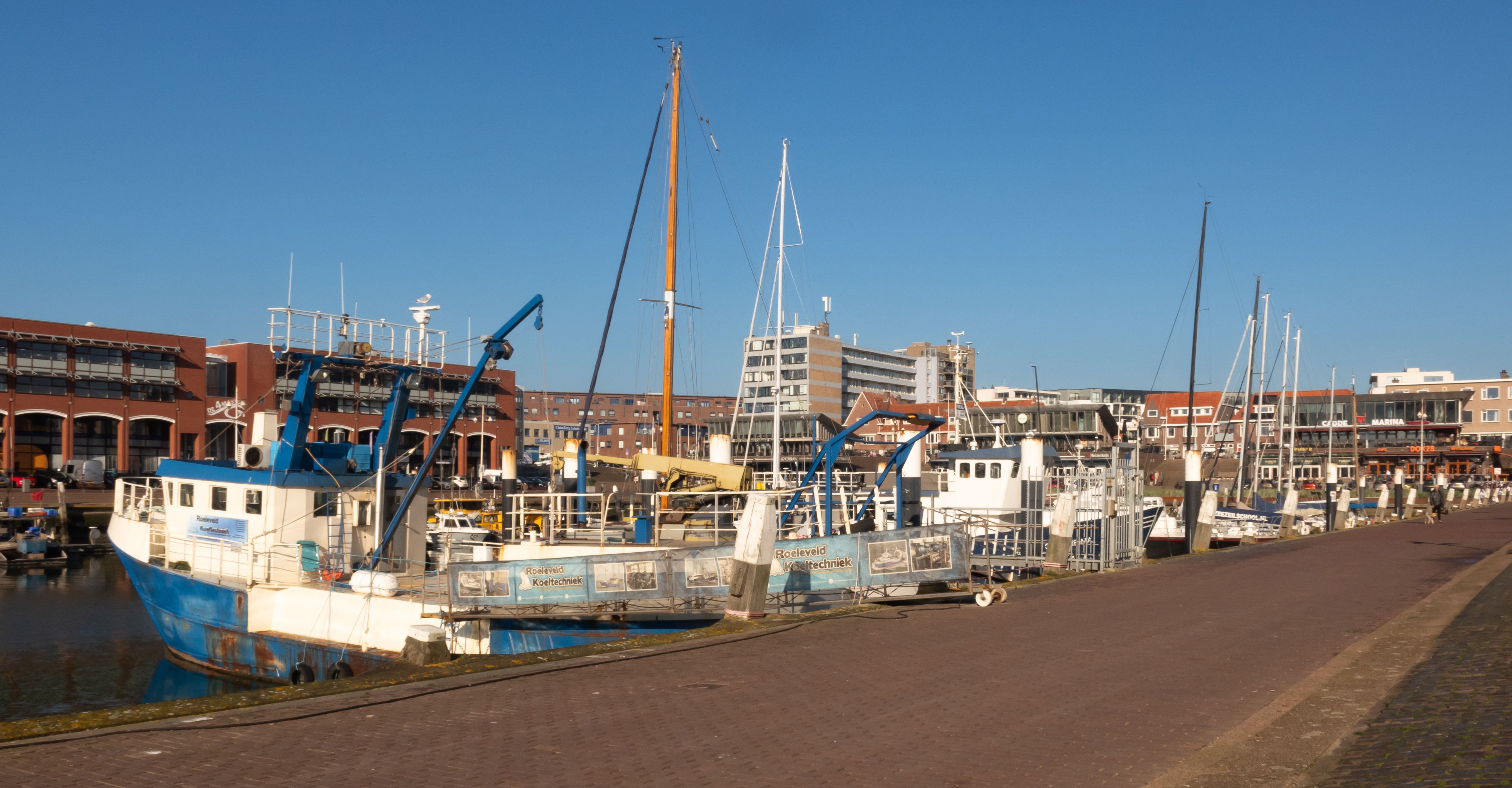
Tweede Haven in 2024

De latere uitbreiding in de vorm van de eveneens rechthoekige Tweede Haven (uit 1931) is met een lengte van 800 meter en een breedte van 80 meter de grootste van de drie Scheveningse Havens. Deze wordt door de 'Pijp' verdeeld in twee delen. Het noordoostelijke deel lijkt op de Eerste Haven. Het zuidwestelijk deel, dat middels een sluis in verbinding staat met het Verversingskanaal, heeft een ander karakter. De kademuur aan de zuidwestzijde wordt onderbroken door een betonnen hellingbaan. De kopse kant ervan, tussen de hellingbaan en de sluis, is voorzien van een talud. Rondom bevinden zich ten dele bebouwde kaden en open ruimten. In de zuidwestelijke helft van het havenbekken bevindt zich tegenwoordig de jachthaven. Langs de oostelijke kade leggen sportvisserijschepen en andere schepen voor toeristisch-recreatief gebruik aan, terwijl langs de kade van het schiereiland tussen Tweede en Eerste Haven als ligplaats dient voor een wisselend aantal kotters. In het verleden lag hier ook een museumschip aangemeerd, dat inmiddels is verplaatst naar Vlissingen. Sinds 2017 ligt op die plek nu de Sch 236 Noordster die door vrijwilligers weer in de oude staat van een van de eerste naoorlogse vleetloggers wordt gerestaureerd. De Sch236 is in 1949 op de Sleephelling Maatschappij Scheveningen te water gelaten.
Toen in 1965 de nieuwe visafslag aan de Eerste Haven in gebruik werd genomen, werd deze Tweede Haven het domein van toeristisch-recreatieve activiteiten en de (kleine) commerciële vaart zoals de staandwantvisserij, terwijl de
Eerste Haven op visserij gericht bleef. In 1972 werd in de Tweede Haven een jachthaven geopend. Hier bevindt zich de Jachtclub Scheveningen waarmee deze Scheveningse haven tevens een levendige zeezeilhaven is geworden. Sinds 2009 is er tevens de thuisbasis van de Nederlandse Topzeilers en Talenten. In het Nautisch Centrum heeft het Watersportverbond zich gevestigd. Dit verzorgt de trainingen voor de Nederlandse Olympische zeilers en is de thuisbasis voor de organisatie van grote evenementen zoals de jaarlijkse North Sea Regatta. Het centrum heeft sinds 2010 door NOC*NSF de officiële status Nationaal Topsport Centrum Zeilen ‘NTC Zeilen’ toegekend gekregen.

### Derde Haven
De Derde Haven betreft een bijna vierkant bekken, waarvan de as een hoek met de kustlijn maakt. Er zijn kademuren aan de drie "droge" zijden met elk een lengte van ongeveer 100 à 120 meter. De vierde zijde staat over de volle breedte in verbinding met de Voorhaven. Deze haven werd tot 2006 gebruikt door de roll-on-roll-off-schepen van het transportbedrijf van de Norfolkline die destijds vanuit Scheveningen een lijndienst onderhield op de Britse havenplaats Felixstowe. Langs de kade van het kleine schiereiland bevindt zich de ligplaats voor vaartuigen van Rijkswaterstaat voor het loodswezen en de kustwacht.

### Ankerplaats

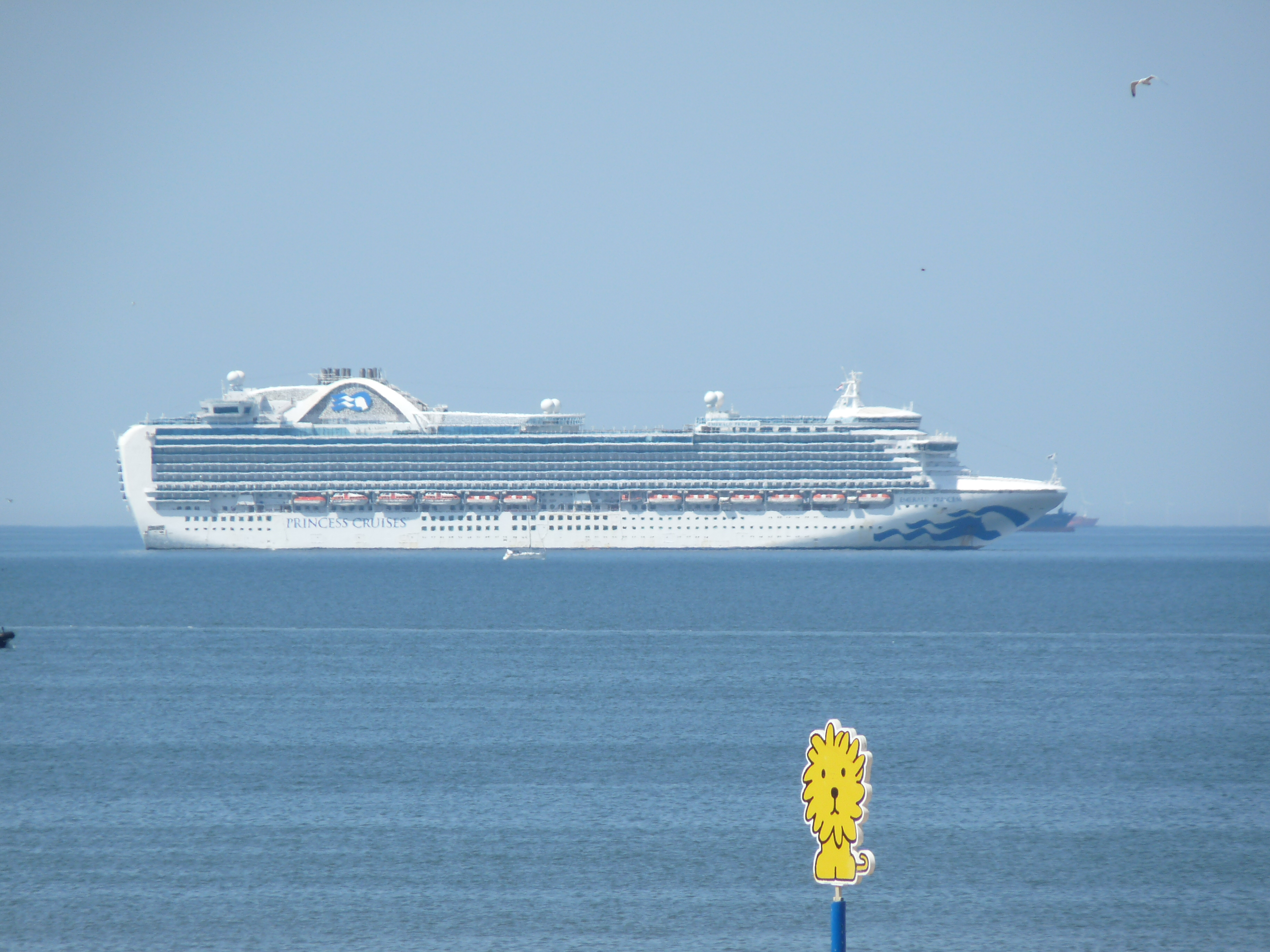
Cruiseschip 'Regal Princess' voor anker bij Scheveningen

Sinds 2009 ligt voor de kust van Scheveningen de ankerplaats 6, waar grote schepen voor anker kunnen liggen in afwachting van een opdracht. Hiermee worden dure havengelden vermeden. Deze ankerplaats is gunstig gelegen omdat deze dicht bij de haven van Rotterdam is. Bovendien zijn de schepen gemakkelijk te bevoorraden met een tenderdienst vanuit het dichtbij gelegen Scheveningse haven. In verband met de coronapandemie in 2020 zijn er uitzonderlijk drie werkloze cruiseschepen geparkeerd bij het ankergebied voor de kust van Scheveningen. Op 14 oktober 2020 vertrok het laatste cruiseschip.

## Economie
De Scheveningense Havens vormen de belangrijkste thuisbasis van de Nederlandse en onder buitenlandse vlag varende pelagische vloot. Volgens het Landbouweconomisch Instituut (LEI) zijn er zeven van de acht onder Nederlandse vlag varende pelagische trawlers geregistreerd in de haven van Scheveningen. De belangrijkste pelagische vissoorten op basis van aanvoer zijn: haring, horsmakreel, blauwe wijting en makreel.

## Geschiedenis
De historie van de visserij op (= te) Scheveningen gaat langer terug dan die van de havens, waarschijnlijk reeds vanaf de 13e eeuw. Op de locatie van de huidige havens bevindt zich op een prent uit 1712 het ‘Schuitegat’, een inham in de duinen die waarschijnlijk gebruikt werd om de vissersschepen te beschermen tegen storm en hoog water. 

### Eind 19e eeuw
Voordien beperkte de Scheveningse visserij zich tot kustvisserij met behulp van bomschuiten, die met trekpaarden op het strand getrokken werden. Dit is onder meer nog te zien op het bekende  in 1881 geschilderde Panorama Mesdag in de Zeestraat. Maar men wilde graag een betere bescherming voor de schepen en een goede afmeergelegenheid. 

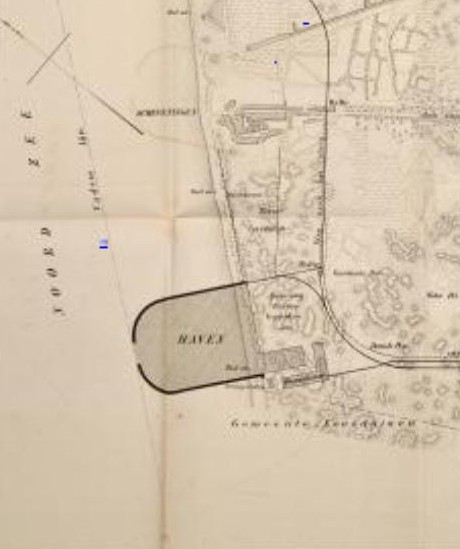
ontwerp uit 1874

In 1874 kwam Harco Theodorus Hora Siccama met een plan voor de aanleg van een haven bij Scheveningen. Dit was een haven die in zijn geheel buiten de duinenrij lag. Een aantal jaren werd Hora Siccama gemeenteraadslid, en heeft toen het plan, in iets andere vorm, weer onder de aandacht gebracht. Het werd door de raad ondersteund en er werd geld beschikbaar gesteld voor nader onderzoek.
In 1886 is het plan omgewerkt door Conrad (zijn bezwaar tegen het oorspronkelijke plan was dat alleen een buitenhaven te gevaarlijk was bij storm) en besproken in een vergadering van het  KIvI. De regering ging niet akkoord met de plannen, met name waren er problemen vanuit Defensie, men wilde geen militair doelwit zo dicht bij de Residentie. In maart 1886 trok hij dan ook zijn concessie aanvraag in, omdat er niet voldaan kon worden aan eisen van de overheid. Er verschijnen in de loop der tijd steeds meer plannen voor een haven. In 1889 is er wederom een discussie bij het KIvI over deze kwestie, In november 1889 verschijnt in De Ingenieur een artikel waarin de discussie tot dan toe wordt samengevat. 
In 1892 maakte ir. Van Heurn op verzoek van enkele Scheveningse reders een ontwerp voor een vissershaven en een vaarweg naar Rotterdam. Men moest vanwege militaire beveiliging (men vond een haven zo dicht bij de regeringszetel nog steeds riskant) een fort bij de haven bouwen, maar daar was de bevolking tegen. Er kwam een ontwerp, inclusief een spoorlijn. Dit ontwerp sloeg niet aan. In een later ontwerp was het fort wat minder nadrukkelijk aanwezig en maakten ze een nieuw ontwerp. Er kwam zelfs een alternatief plan met een havenbekken achter de duinen, en vandaar een kanaal naar Maassluis (dus niet rechtstreeks naar zee).

In 1894 verwoestte een stormvloed een groot deel van de vissersvloot op het strand van Scheveningen. Dit was de aanleiding om met de aanleg van de haven te beginnen. In mei 1898 kwam een commissie van de Haagse gemeenteraad met een verslag en een ontwerp voor een zogenaamde bommenhaven door de waterstaatsingenieurs Hendrik Elias de Bruyn en  Andries Abraham Bekaar en de directeur Gemeentewerken Isaäc Lindo. Men kwam uit  op een ondiepe haven (die dus niet toegankelijk was voor oorlogsschepen). Van Heurn vond dit een slechte zaak.

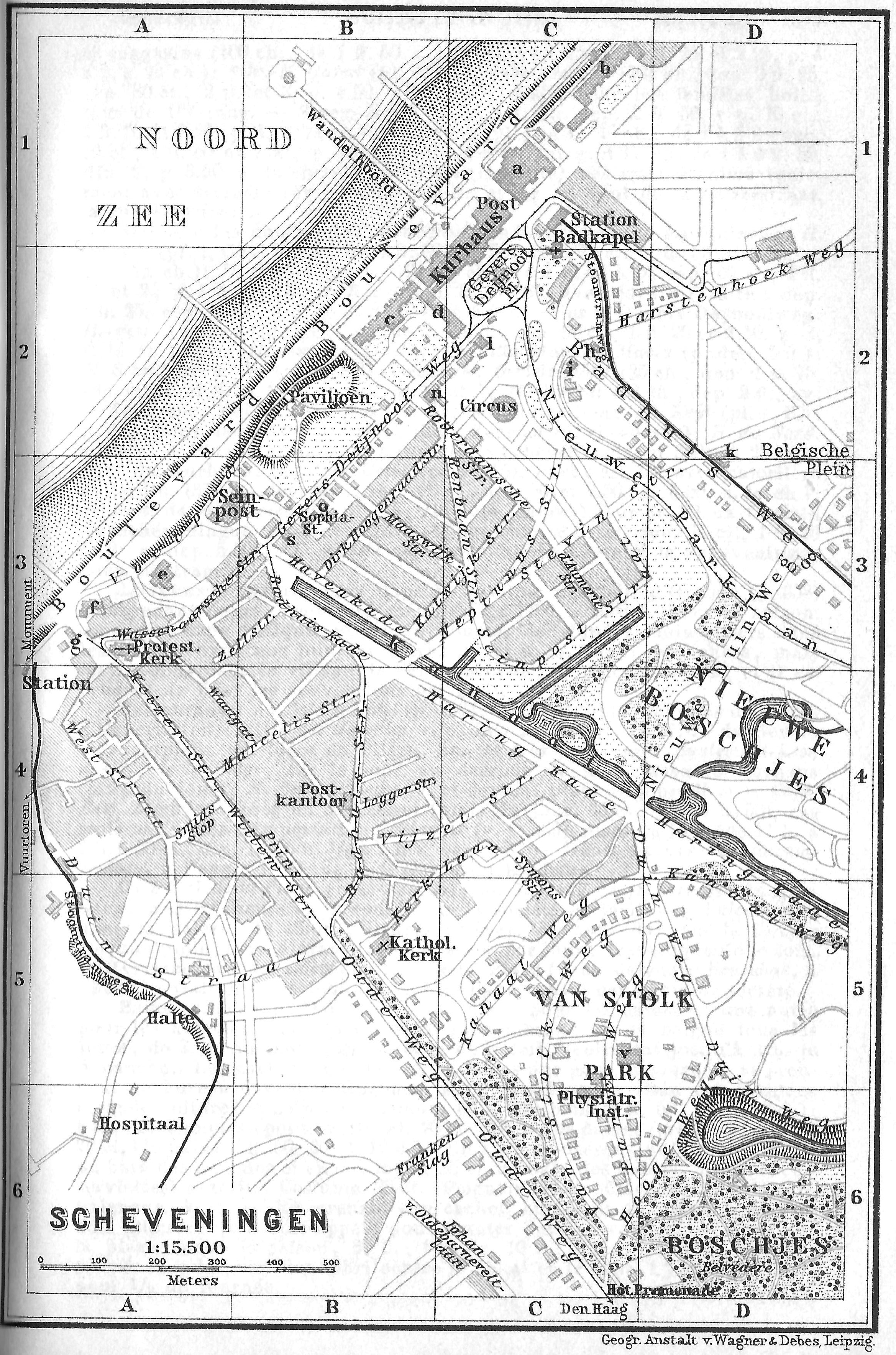
Scheveningen op een kaart uit 1905

Nog datzelfde jaar werd door de gemeenteraad besloten deze (eerste) haven, begroot op ruim 2 miljoen gulden, aan te leggen. Deze haven was geprojecteerd in het duingebied tussen de Vuurtoren van Scheveningen en de monding van het in 1889 gegraven Verversingskanaal (dat destijds nog direct in zee uitmondde). In december 1885 was door prinses Sophie aan de gemeente Den Haag de grond geschonken waarop dit kanaal zou worden aangelegd.
Al snel bleek deze haven niet te voldoen. Door de geringe diepte raakten vele schepen bij het invaren aan de grond en ook was dit geen veilige ligplaats bij zware storm. Bovendien bleek de capaciteit aan los- en laadruimte op de kade te kort te schieten.  

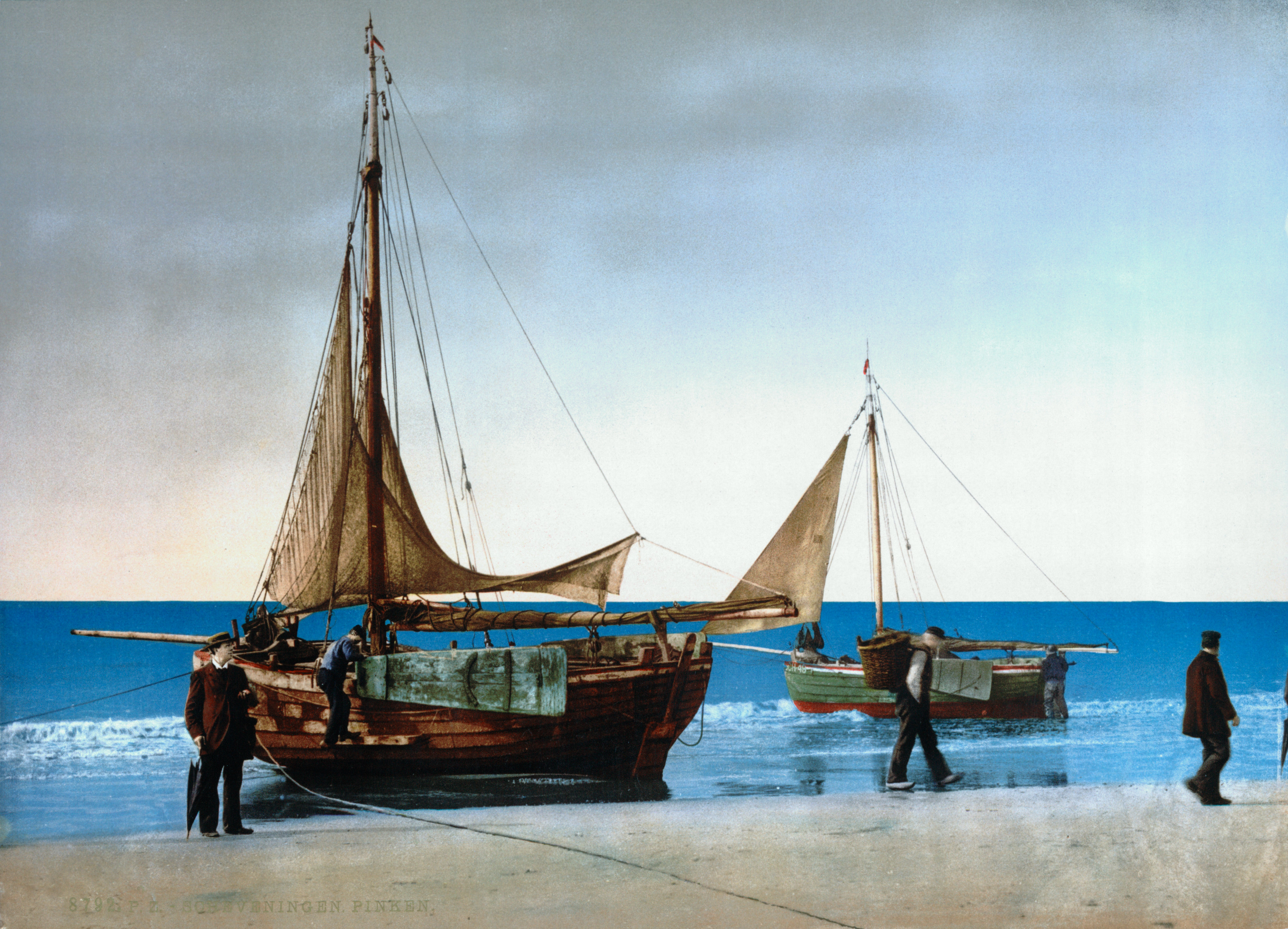
Bomschuiten (kleine vissersschepen) in 1900

### 20e eeuw
Reeds in 1905 werden er dan ook plannen gemaakt om de haven te verbeteren, onder meer door het aanleggen van een tweede (binnen-)haven meer landinwaarts. Het zou echter tot 1921 duren voordat het gemeentebestuur daartoe besloot.
Pas in 1923 werd er daadwerkelijk een aanvang gemaakt met de aanleg van de geplande tweede haven. Deze zou door middel van een smalle doorvaart 'De Pijp' in verbinding worden gebracht met de eerste binnenhaven. Tevens werd er een schutsluis aangelegd die deze tweede haven verbond met het inmiddels niet meer vrij in zee uitlopende Verversingskanaal. Aan de zuidwestzijde kwam een hellingbaan.
Deze tweede haven was bijna twee maal zo groot als de eerste. Tegelijkertijd met de aanleg werd de eerste haven uitgediept. Voor de aanleg werden tijdelijke sporen aangelegd aan de rechterkant en onderkant van de tweede haven. Deze takten af van de HIJSM-stoomtramlijn naar Station HS. (nu is dat HTM-tramlijn 11)
In 1931 vond een feestelijke opening plaats. In 1935 werd ook het vorige visafslaggebouw geopend.
Ten zuiden van van het Verversingskanaal was inmiddels tussen 1915 en 1930 de wijk Duindorp met arbeiderswoningen gebouwd.
In 1973 volgde de ingebruikname van de Derde Haven. Dit havenbekken werd gegraven ten behoeve van transportbedrijf Norfolkline. Daarbij werd de kop van het Verversingskanaal gedempt.
Onder meer vanuit de Scheveningse Havens varen vissersschepen uit die geregistreerd staan te Urk.

## ‘Agenda voor Scheveningen Haven’
In 2016 lanceerde de gemeente Den Haag het ontwikkelingsplan ‘Agenda voor Scheveningen Haven’, dat van deze plek een multifunctioneel gebied moet maken, waar werken, wonen en recreëren, hand in hand zullen gaan.
- In de eerste haven: visserij
- In de tweede haven: een mix van activiteiten, zoals plezier- en chartervaart en wonen, waarbij restaurants en paviljoens de haven omzomen.
- In de derde haven: wonen en innovatieve maritieme bedrijvigheid en kennisinstellingen. De kades zullen er worden gebruikt voor grotere bedrijfs- en onderzoeksschepen, maar ook voor het aanmeren van grotere zeilschepen.

## Havenkwartier
Sinds de eerste haven van Scheveningen in gebruik werd genomen kwam het havenkwartier tot ontwikkeling, waar vele aan de visserij en de scheepvaart gerelateerde bedrijven voor allerlei vormen van havengebonden dienstverlening werden gevestigd, onder meer Radio Holland. In het havenkwartier bevindt zich ook het hoofdkantoor van rederij W. van der Zwan & zn, dat een meerderheidsbelang heeft in het vooraanstaande Urker visserij- en handelsbedrijf Ekofish Group. De visserij is in de loop der jaren echter teruggelopen tot enkele tientallen vissersschepen, waardoor het karakter van de havens is veranderd. Het Havenkwartier biedt nu ook mogelijkheden voor actieve recreatie zoals het maken van boottochten en sportvisserij op zee.  Door de restaurants, terrassen en paviljoens ter plekke is het ook steeds meer tevens een uitgaansgebied geworden.
Het deel van de haven van Scheveningen waar tot voor enkele jaren de Norfolk-terminal was gevestigd, worden nieuwe woningen gebouwd en ook komt er bedrijfsruimte voor maritieme bedrijvigheid. Deze buurt wordt ook wel Norfolk genoemd. Aan het eind van de Kranenburgweg bevond zich van september 2015 t/m juni 2021 het (tijdelijke) Zuiderstrandtheater(dit theater verving de Dr. Anton Philipszaal en het Lucent Danstheater gedurende de bouw van Amare) en aan het eind van de Houtrustweg is een grote evenementenlocatie aan het water, alsook een opgang naar het Haagse Zuiderstrand (Strandslag 12) en het Zuidelijk Havenhoofd.

## Traditionele evenementen
- In de Scheveningse Havens vinden meerdere traditionele evenementen plaats, waarvan de meeste jaarlijks:
  - in het voorjaar (in de maand mei of juni) Vlaggetjesdag, de viering van de eerste haringvangst.
  - Historisch Festival Scheveningen, in 2020 op 22 augustus
  - de North Sea Regatta, internationale zeilwedstrijden voor de Scheveningse kust.
  - in juli het (gratis) Schollenpop-festival (sinds 1997), op het evenemententerrein aan het eind van de Houtrustweg nabij het Zuidelijk Havenhoofd.
  - het internationaal maritiem evenement Sail op Scheveningen (eerste editie in juni 2019), waar door het publiek grote zeilschepen kunnen worden bewonderd, waaronder ook replica's van historische vaartuigen.
  - van mei tot en met half september bevindt zich direct naast het Noordelijk Havenhoofd het The Hague Beach Stadium, een locatie voor diverse strandsporten
  - half november het aanmeren van de Pakjesboot, waarmee de intocht van Sinterklaas in Den Haag begint. De gebruikelijke route aan land voert van de Scheveningse Haven naar het Plein in het centrum van de stad.

## Varia
- Binnen de twee havenhoofden bevinden zich drie kleine strandjes, die afgescheiden zijn van de kustlijn: een tegen het Noordelijk Havenhoofd en twee tegen het Zuidelijk Havenhoofd. Deze strandjes worden door zeehonden gebruikt als rustplaats. [9][10] Soms slagen zeehonden erin hiervandaan in het Verversingskanaal te komen. In 2020 werd er regelmatig een zeehond gespot die in de berichten erover de naam ´Pedro´ kreeg. [11]
- Op de kop van het Noordelijk Havenhoofd bevindt zich een rood-wit gestreepte vuurtoren, op het Zuidelijk Havenhoofd een groen-witte.
- Bij de combinatie van storm en springtij komt het voor dat het zeewater ver over de kades van de Scheveningse Havens stroomt. Hiervoor wordt doorgaans gewaarschuwd door de havenmeester, opdat geparkeerde voertuigen worden verwijderd en voor de bedrijven ter plekke zandzakken worden opgestapeld. Vaak worden dan ook de hekken op het Noordelijk Havenhoofd afgesloten, omdat het voor het publiek te gevaarlijk is ver het havenhoofd op te lopen.
- De twee havenhoofden, de noordelijke en de zuidelijke strekdam, worden in de volksmond in het Schevenings dialect, de koppes genoemd.[12]